# Kapaau
Kapaau és una concentració de població designada pel cens dels Estats Units a l'estat de Hawaii. Segons el cens del 2000 tenia 1.159 habitants.

## Demografia
Segons el cens del 2000, Kapaau tenia 1.159 habitants, 405 habitatges, i 270 famílies La densitat de població era de 206,99 habitants per km².
Dels 405 habitatges en un 28,6% hi vivien nens de menys de 18 anys, en un 50,6% hi vivien parelles casades, en un 11,6% dones solteres, i en un 33,3% no eren unitats familiars. En el 26,2% dels habitatges hi vivien persones soles el 17,3% de les quals corresponia a persones de 65 anys o més que vivien soles. El nombre mitjà de persones vivint en cada habitatge era de 2,81 i el nombre mitjà de persones que vivien en cada família era de 3,48.
Per edats la població es repartia de la següent manera: un 27,1% tenia menys de 18 anys, un 7,2% entre 18 i 24, un 22,2% entre 25 i 44, un 24,3% de 45 a 64 i un 19,2% 65 anys o més.
L'edat mediana era de 39,9 anys. Per cada 100 dones hi havia 94,46 homes. Per cada 100 dones de 18 o més anys hi havia 93,36 homes.
La renda mediana per habitatge era de 45.764 $ i la renda mediana per família de 50.703 $. Els homes tenien una renda mediana de 30.694 $ mentre que les dones 28.021 $. La renda per capita de la població era de 17.131 $. Aproximadament el 4,7% de les famílies i el 7,8% de la població estaven per davall del llindar de pobresa.

## Poblacions properes
El següent diagrama mostra les poblacions més properes.